# Mariano Francisco Haedo

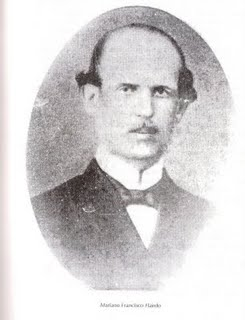
Mariano Francisco Haedo.

Mariano Francisco Haedo (Uruguay, 1816 - fall. 1886) fue Presidente de la Comisión Directiva del Ferrocarril del Oeste (hoy Ferrocarril Sarmiento). Cuando se inician las obras del ramal ferroviario a La Plata, en la localidad de Morón se crea una estación y nudo ferroviario del Ferrocarril del Oeste, y el 1º de agosto de 1886 el gobierno provincial decide perpetuar su memoria, poniéndole su nombre a la ahora llamada Estación Haedo. También fue director del Banco de la Provincia de Buenos Aires (que en esa época se llamaba "Banco y Casa de Moneda de la Provincia de Buenos Aires") y senador provincial entre 1863 y 1868.
Es más conocido por el nombre de Mariano José Haedo, debido a que firmaba como "Mariano F. Haedo", que en su caligrafía, la "F" parecía una "J". Luego, con el tiempo, muchos historiadores lo llamaron "José".
Haedo, una localidad argentina ubicada en el partido de Morón, en la provincia de Buenos Aires, lleva su nombre. 